# Calhoun (Tennessee)
Pour les articles homonymes, voir Calhoun.
Calhoun est une municipalité américaine située dans le comté de McMinn au Tennessee.
Selon le recensement de 2010, Calhoun compte 490 habitants. La municipalité s'étend sur 1,15 mille carré (2,98 km2), dont 0,06 mille carré (0,16 km2) d'étendues d'eau.
La localité est fondée en 1819 par un métis cherokee, John Walker, qui la nomme en l'honneur de John C. Calhoun. Elle devient une municipalité en 1961.